# عبود باشا

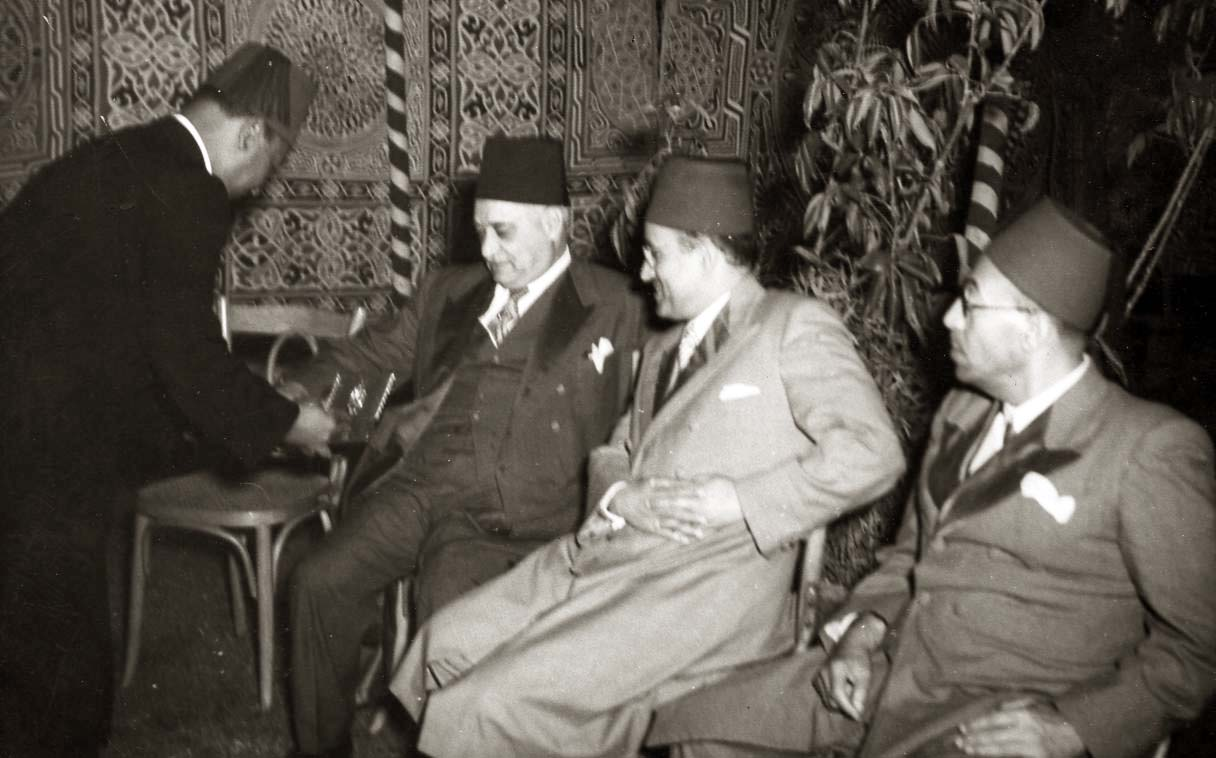
عبود باشا يقدم السجائر في حفل رمضاني ينظمه الملك فاروق

محمد أحمد عبود باشا (من مواليد عام 1899- وتُوفي عام 1963) هو رائد أعمال ومستثمر مصري.
أسس عبود شركة إنشاءات في أوائل العشرينيات من القرن الماضي، والتي أصبحت أنجح مجموعة أعمال في مصر في تلك الحقبة. وبحلول الأربعينيات من القرن الماضي، كان يمتلك شركة السكر وخط بريد الخديوي وكذلك الشركة المصرية العامة أومنيبوس. بالإضافة إلى ذلك، كان أكبر مساهم في بنك مصر ، وحصل على مقعد في مجلس إدارته في عام 1950. وفي نفس العام، أصبح أول مدير مصري لشركة قناة السويس، التي كانت مملوكة من قبل الأجانب.
تلقى عبود اللقب النبيل باشا في 14 فبراير 1931. وكان أيضًا نشطًا في السياسة. أصبح نائبًا برلمانيًا في عام 1926، ومثّل حزب الوفد الذي دعمه ماليًا حتى أصبح مصطفى النحاس زعيمًا له في عام 1927. تصالح عبود لاحقًا مع الحزب وبدأ دعمه مرة أخرى خلال سنواته الأخيرة في السلطة، وكان قريبًا من الرجل القوي في الحزب فؤاد سراج الدين.
تُوفي عبود باشا في لندن عام 1963، وورد أنه كان من بين أغنى عشرة رجال في العالم وقت وفاته.